# ويليام لين
ويليام لين (بالإنجليزية: William Lyne)‏ هو سياسي أسترالي، ولد في 6 أبريل 1844 في أستراليا، وتوفي في 3 أغسطس 1913 في أستراليا. حزبياً، نشط في Protectionist Party ‏. وقد انتخب عضو الجمعية التشريعية نيو ساوث ويلز وانتخب عضو مجلس النواب الأسترالي عن دائرة Division of Hume ‏ (29 مارس 1901 – 31 مايو 1913) وانتخب Premier of New South Wales ‏ (14 سبتمبر 1899 – 27 مارس 1901).